# 西博義
西 博義（にし ひろよし、1948年10月3日 - ）は、日本の政治家。公明党所属の元衆議院議員（6期）。中央選挙管理会委員。

## 経歴
- 和歌山県有田郡広川町出身。
- 和歌山県立耐久高等学校、徳島大学工学部卒業。徳島大学大学院工学研究科修士課程修了。
- 和歌山工業高等専門学校に化学の教官として就職。中途、カナダのウォータールー大学の客員教授を勤め、高専の助教授にまで至る。
- 1993年7月 - 第40回衆議院議員総選挙に、旧和歌山1区から公明党公認で初当選（連続当選6回。2回目以降はすべて比例近畿ブロックでの当選）。
- 1994年12月 - 公明党が新進党に合流。
- 1997年12月 - 新進党解党に伴い自由党に所属。
- 1998年11月 - 公明党の再結集時に同党に復帰。
- 2012年11月16日の衆議院解散に伴い、政界を引退。
- 2022年4月 - 中央選挙管理会委員に就任（公明推薦、任期は3年間）[1]。

## 役職歴
- 内閣
  - 厚生労働副大臣
- 衆議院
  - 文部科学委員長